# Michel X Côté
Pour les articles homonymes, voir Michel Côté (homonymie) et Côté (homonymie).
Michel X Côté est un poète, parolier et artiste en arts visuels québécois, né à Rouyn-Noranda en 1948.

## Biographie
Michel X Côté naît à Rouyn-Noranda en 1948. En 1975, il obtient un baccalauréat en beaux-arts à l’Université Concordia. Il occupe divers métiers et travaille notamment une douzaine d’années pour Terres en vues, société pour la diffusion de la culture autochtone. Il écrit des poèmes et peint, mais garde pour lui ses créations, qui demeurent confidentielles.
Dans les années 1980, il propose des textes à Richard Desjardins, qu’il a connu à l’école et avec qui il s’est lié d’amitié à l’adolescence. C’est le début d’une série de collaborations avec des artistes de la chanson. Jusqu’en 2009, il est parolier pour de nombreux interprètes, notamment le groupe Abbittibbi, Richard Desjardins, Lou Babin, Claire Pelletier, Karen Young, Michel Faubert et Yann Perreau,. Il participe aussi aux textes des chansons de la bande originale du film Le Party de Pierre Falardeau, sorti en 1990.
C’est au moment de déclarer ses contributions comme parolier à la Société canadienne des auteurs, compositeurs et éditeurs de musique (SOCAN) qu’il ajoute l’initiale X à son nom, pour se différencier d’homonymes.
Il est quinquagénaire lorsqu’il publie en 2000 un premier recueil de poésie, Tout l'air alentour bat. Il a publié depuis une dizaine de livres.
Vers 2010, il commence à publier de courts poèmes dans les réseaux sociaux (Twitter, Facebook, puis Bluesky), qu’il utilise comme un carnet d’écriture. Il accompagne ces poème de dessins de sa main,,. La régularité de ces manifestations brèves dans les réseaux sociaux s’accorde avec sa pratique de la poésie, nourrie de ses promenades quotidiennes avec ses chiens.
En 2015, il doit subir une angioplastie, ce qui inspire le titre de son recueil L'été de la carotide qui paraît en 2018.
En 2023, il publie Un poète chez les éleveurs de pickups, un « essai brûlot » qui remporte le prix Spirale Eva-Le-Grand en 2024.

## Œuvres
- Tout l'air alentour bat, Trois-Rivières, Écrits des forges, 2000, 64 p.  (ISBN 2-89046-595-0)
- Des preuves de prédation, Notre-Dame-des-Neiges (Québec), Éditions Trois-Pistoles, 2002, 59 p.  (ISBN 9782895830252)
- Tambour de peau, Notre-Dame-des-Neiges (Québec), Éditions Trois-Pistoles, 2004, 64 p.  (ISBN 2-89583-085-1)
- Étoiles talismans, Notre-Dame-des-Neiges (Québec), Éditions Trois-Pistoles, 2005, 61 p.  (ISBN 2-89583-120-3)
- La cafétéria du Pentagone, Montréal, Mémoire d'encrier, 2011, 55 p.  (ISBN 978-2-923713-64-9)
- Rivière errante, Rouyn-Noranda, Éditions du Quartz, 2014, 95 p.  (ISBN 9782924031179)
- Dans la gueule du renard, Trois-Rivières, Écrits des forges, 2015, 63 p.  (ISBN 978-289645-284-2)
- L'été de la carotide, Trois-Rivières, Écrits des forges, 2018, 95 p.  (ISBN 978-2-89645-336-8)
- L'eau des fontes, Rouyn-Noranda, Éditions du Quartz, 2019, 65 p.  (ISBN 978-2-924031-33-9)
- Vaste ciel; suivi de, Des eskers de beauté, Rouyn-Noranda, Éditions du Quartz, 2021, 122 p.  (ISBN 9782924031452)
- Un poète chez les éleveurs de pickups. Essai décousu main, Rouyn-Noranda, Éditions du Quartz, 2023, 53 p.  (ISBN 9782924031599)

## Prix et distinctions
- 2024: Lauréat du prix Spirale Eva-Le-Grand pour Un poète chez les éleveurs de pickups[9]